# McArthur House
La McArthur House è una residenza storica situata a Chicago, Illinois, progettata da Frank Lloyd Wright nel 1892 . È considerata una delle sue opere giovanili realizzate durante il periodo dei cosiddetti bootleg houses, ovvero progetti commissionati privatamente mentre lavorava per lo studio di Adler & Sullivan, senza l'approvazione dei suoi datori di lavoro.
Nel corso del XX secolo, la casa è stata documentata fotograficamente in diverse occasioni, con immagini risalenti agli anni 1930, 1959, 1970, 2014 e 2019 . Nel 2012 e nel 2014, la casa fu messa in vendita e fotografata per documentarne lo stato di conservazione.
Attualmente, la Warren McArthur House è considerata un'importante testimonianza dell'architettura di Frank Lloyd Wright e del suo periodo di transizione verso la Prairie School .

## Storia
La casa fu commissionata da Warren McArthur Sr. (1857-1924), un imprenditore di successo nel settore della produzione e vendita di lanterne . McArthur era amico personale di Wright e la sua famiglia ebbe ulteriori legami con l'architetto: suo figlio Albert Chase McArthur lavorò come apprendista presso lo studio di Wright a Oak Park tra il 1907 e il 1909 ed è noto per aver progettato l'Arizona Biltmore Hotel nel 1927, sebbene il progetto sia stato fortemente influenzato da Wright .
Nel 1900, McArthur commissionò a Wright un ampliamento della casa e la progettazione di un garage . Inoltre, nel 1905, Wright propose per McArthur un edificio residenziale in cemento, che rimase però irrealizzato .
Nel corso degli anni, la casa subì alcune modifiche, tra cui la trasformazione del portico anteriore da una struttura semicircolare aperta a un portico coperto di forma rettangolare .

## Architettura
La Warren McArthur House è un esempio dell'evoluzione stilistica di Frank Lloyd Wright, con elementi che anticipano la Prairie School, il movimento architettonico che l'architetto sviluppò negli anni successivi .
Le caratteristiche principali della casa includono:
- Una pianta ben strutturata, con un ingresso laterale invece che frontale [2].
- Tre angoli con finestre a bovindo ottagonali, elementi distintivi che sporgono a sbalzo dalla struttura principale [2].
- Mattoni romani utilizzati nella parte inferiore della facciata, mentre la parte superiore è rivestita in intonaco [2].
- Finestre con vetrate piombate a motivi geometrici, tipiche dello stile di Wright [3].
- Un'ampia sala da biliardo nel piano mansardato, caratterizzata da un soffitto a volta, simile alla Playroom progettata da Wright per i suoi figli nella casa di Oak Park [3].

## Influenza e collegamenti
La residenza McArthur è situata nel quartiere di Kenwood, a Chicago, accanto alla George Blossom House, un'altra delle bootleg houses di Wright .
Warren McArthur aveva contatti con altri clienti di Wright, tra cui Edward E. Boynton, per il quale Wright progettò la Edward E. Boynton House nel 1908 a Rochester, New York .